# جيمس إتش. واتسون
جيمس إتش. واتسون هو سياسي كندي، ولد في 1845، وتوفي في 29 ديسمبر 1908.